# Valdespartera
Valdespartera es un barrio de nueva construcción situado al sur de Zaragoza, en España. Limita al norte con el barrio de Casablanca, al sur con el cuarto cinturón (o Z-40), al oeste con el barrio de Arcosur y al este con la autovía de Teruel (A-23). Tiene una población aproximada de 20000 habitantes. Desde el 23 de febrero de 2018 pertenece al Distrito Sur, que está regido por una Junta Municipal.

## Descripción

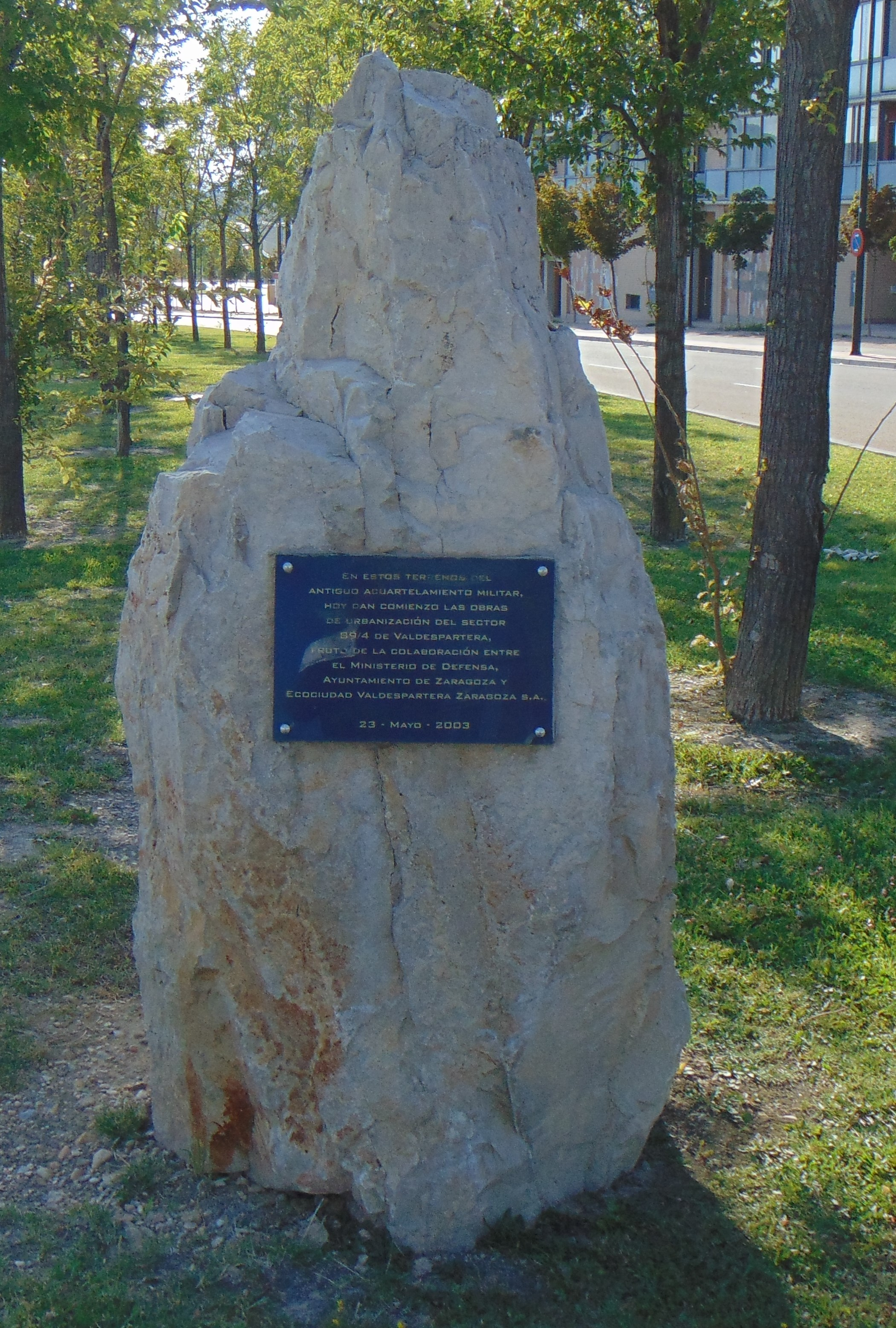

La construcción de este nuevo barrio de 543,2 se ha caracterizado por el urbanismo sostenible. En un primer momento las tierras donde empezaba a vislumbrarse el barrio eran propiedad del Ministerio de defensa, donde tenía un acuartelamiento.
El 13 de marzo de 2001 el ministerio cedió los terrenos al ayuntamiento de Zaragoza mediante un convenio.
Tiene 9687 viviendas, de las que 9367 (un 97%) son protegidas VPO, divididas en cuatro zonas producidas por la intersección de la autovía de Teruel, y la avenida de Casablanca, salvada mediante una glorieta adornada con una escultura que hace referencia al estilo mudéjar. Una de estas cuatro zonas (sudoeste) estaba previsto que fuera destinada al parque de los lagos, convirtiéndose en la zona de recreación del barrio. No obstante, el ayuntamiento decidió ubicar allí el recinto ferial para las fiestas del Pilar 2007. Este hecho cambió por completo el planeamiento original de Valdespartera al eliminar una parte importante del espacio destinado para ocio, esparcimiento y suelo destinado para equipamientos sociales y deportivos necesitando para ello acometer el asfaltado y la dotación de servicios al cuadrante y cambiando.

## Construcción sostenible

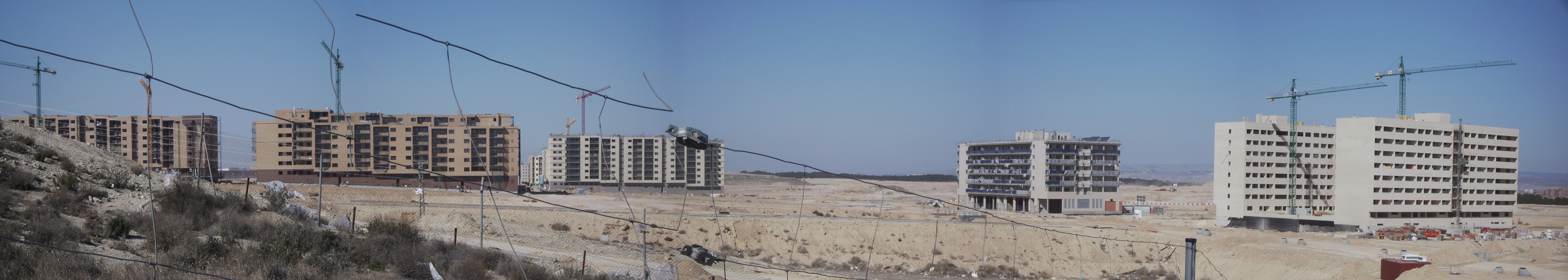

El barrio, que previsiblemente contará en un futuro con 30 000 personas (en la actualidad ya lo habitan 20 000 personas), está diseñado con medidas ecológicas como una red neumática de recogida de basuras, una orientación de los edificios que permite aprovechar mejor la luz, así como su disposición a dos fachadas para facilitar la ventilación, el uso de materiales respetuosos con el medio ambiente, o la implantación de paneles solares térmicos. Valdespartera responde plenamente a criterios de desarrollo sostenible, como:
- Vivienda a coste accesible: el 97% de las viviendas serán de promoción pública.
- Urbanismo integrador: El proyecto va dirigido a personas de diferentes sectores sociales, propiciando mediante una oferta tipológica variada, generando un ambiente urbano caracterizado por la integración social.
- Equipamientos: La urbanización contempla un amplio conjunto de equipamientos lúdicos, deportivos y culturales que no sólo redundan en beneficio del sector sino del conjunto de la ciudad.
- Arquitectura bioclimática: Se reduce la dependencia de recursos no renovables y se apuesta por las energías alternativas.
- Diseño de corredores ecológicos: Mejoran la integración medioambiental de la nueva Ecociudad.

## Ordenación urbanística
- Orientación de los edificios para favorecer la captación solar: interposición entre los edificios de distancias suficientes en relación con su altura.
- Colocación de pantallas frente a los vientos dominantes: En el lado edificado, se ha levantado la edificación dos plantas por encima de la cota general, con el fin de evitar una excesiva monotonía y de interponer una barrera eficaz a la penetración del cierzo en los vecindarios limítrofes por el este.
- Creación de microclimas mediante la disposición de superficies vegetales entremezcladas con las calles y repartidas entre las viviendas, consiguiendo microclimas puntuales en espacios privados y evitando vistas lejanas dominadas por el firme asfalto y con fuerte presencia de arbolado.
- Vegetación con especies autóctonas y de hoja caduca para favorecer la sombra en verano y el asoleamiento en invierno.
- Ahorro del agua en todo el sector. Respecto a los edificios, la grifería de las viviendas deberá contar con dispositivos de reducción del caudal de agua. Respecto a zonas públicas se prevé la existencia de estanques y láminas de agua que recojan el agua de lluvia mediante un circuito independiente para el riego de los jardines.

## Centro del Urbanismo Sostenible
El Centro del Urbanismo Sostenible (CUS) es un espacio donde se verifican los resultados de las medidas de sostenibilidad implantadas en la Ecociudad de Valdespartera, dentro de un contexto general sobre el Urbanismo Sostenible.
Desde el Ayuntamiento de Zaragoza se apostó por potenciar este edificio como un lugar de referencia de I+D+i, donde se mostrarán las buenas prácticas constructivas e innovaciones tecnológicas existentes en el campo de la sostenibilidad: aprovechamientos solares activos y pasivos, aislamientos con fachada ventilada de favetón, aislamientos térmicos y acústicos con termoarcilla, instalaciones y equipos domésticos de alta eficiencia energética.
El Centro del Urbanismo Sostenible es un bloque de planta trapezoidal. Con una superficie construida de 1 352 m², el edificio consta de 6 niveles (-1, 0, +1, +2, +3 y cubierta), conectados entre sí por una rampa que desciende suavemente desde la azotea.
El edificio pretende ser un “modelo” de sostenibilidad basado en la eficiencia de sus instalaciones y un portal de las técnicas bioclimáticas de ahorro energético aplicadas en la urbanización, puesto que en el edificio y su entorno se han integrado un buen número de tecnologías y equipamientos energéticos innovadores (energía geotérmica con bomba de calor y suelo radiante, caldera de biomasa, enfriamiento por tuberías enterradas, sistema de absorción para refrigeración…)
En este edificio se recogen los datos que aporta la red de telemando de Valdespartera, una red de fibra óptica que permite medir el consumo de las redes de servicios públicos del sector, además de una serie de parámetros sobre los consumos energéticos y condiciones de confort en las viviendas.

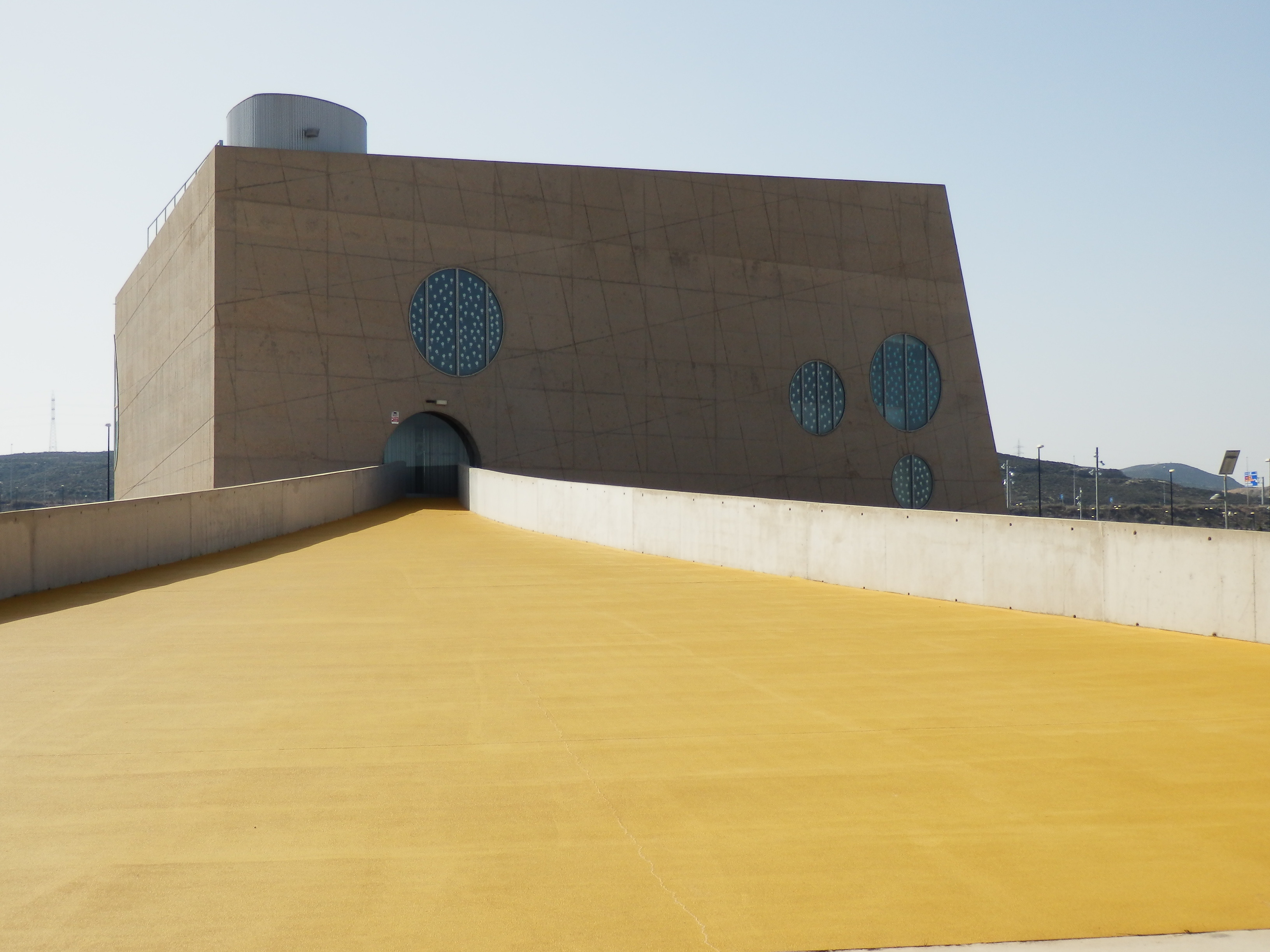
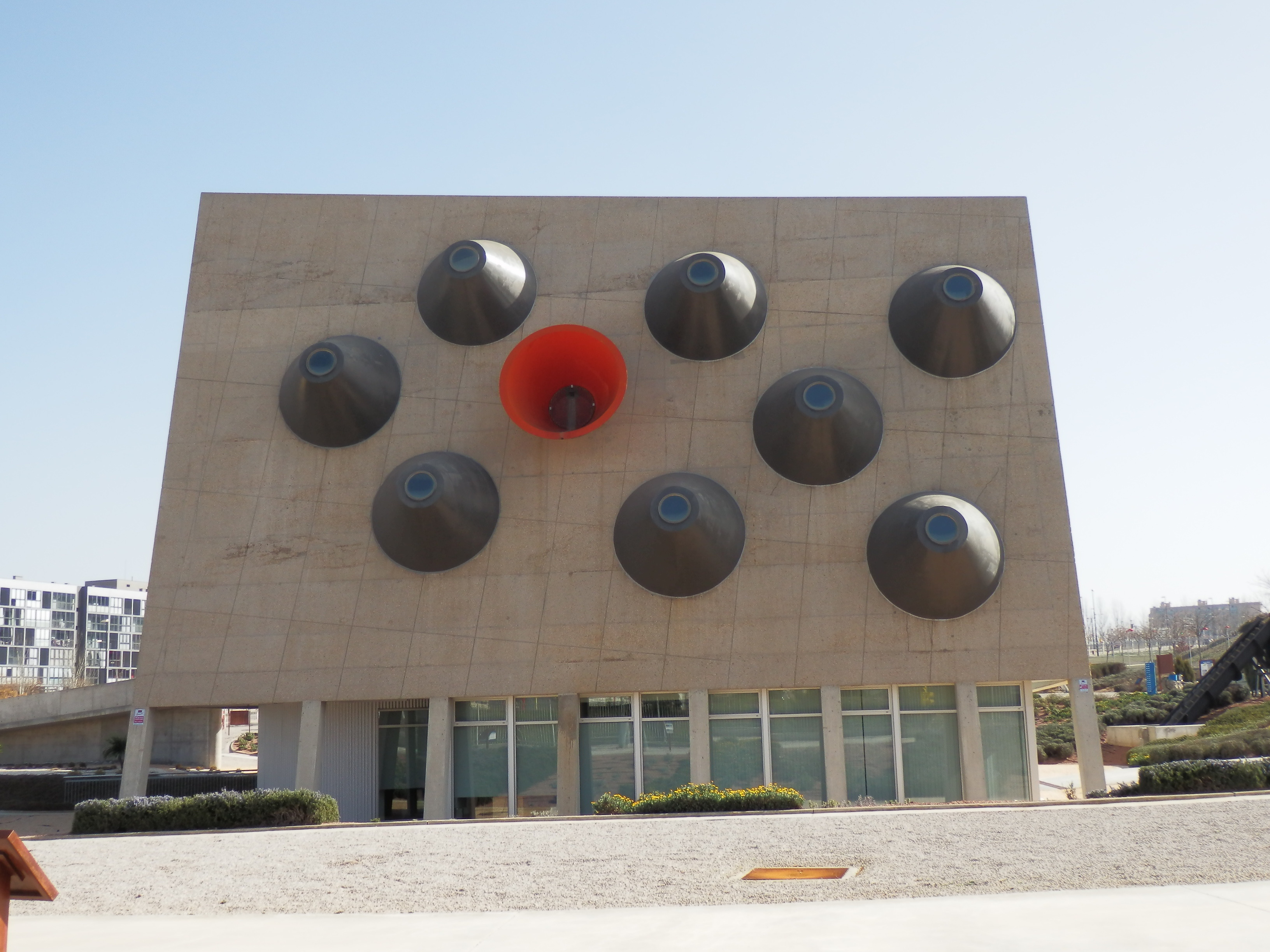
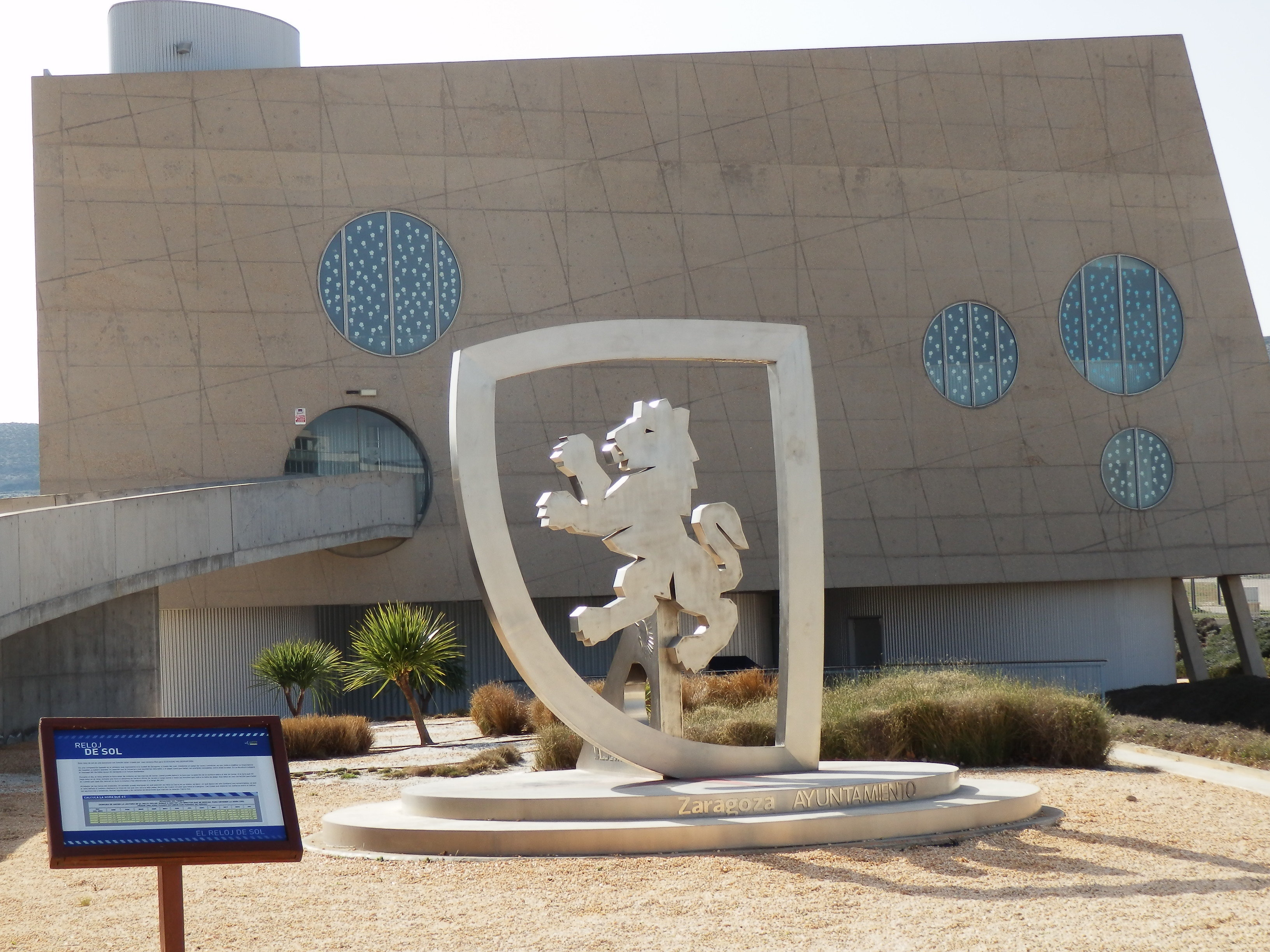

## El cine
En 1897 Eduardo Jimeno Correas, el primer cineasta español, rodó la que es considerada la primera película española, Salida de la misa de doce de la iglesia del Pilar de Zaragoza.
En 1959 se rodó en los terrenos de Valdespartera parte de la película Salomón y la reina de Saba (Solomon and Sheba) dirigida por King Vidor, con Yul Brynner y Gina Lollobrigida como actores principales.
El actor elegido para interpretar el papel de Salomón fue Tyrone Power, pero murió en Madrid repentinamente de un infarto de miocardio en pleno rodaje. Su papel fue interpretado, entonces, por el ruso Yul Brynner, y se repitieron las escenas realizadas hasta ese momento. Con todo, se aprovecharon algunos planos donde el personaje de Salomón, interpretado por Power, aparecía a lo lejos.
La película fue rodada en España, y el director de producción fue Eduardo García Maroto.
La Junta de Distrito de Casablanca propuso al Ayuntamiento de Zaragoza que se pusiesen 86 nombres de películas a las calles, avenidas y parques de Valdespartera.
En julio de 2004 el PP votó en contra. El PAR se abstuvo y su portavoz, Manu Blasco, tildó de estrafalaria la idea.
Valdespartera presenta una temática central en torno al Séptimo Arte. Los nombres de las calles son nombres de películas. Algunas esculturas o la decoración de los depósitos de agua del barrio hacen también referencia al cine.

### Los lagos de Penélope Cruz
El 23 de noviembre de 2006 la Junta de Portavoces del Ayuntamiento de Zaragoza acordó concederle la Medalla de Plata de Zaragoza y poner el nombre Penélope Cruz a los lagos de Valdespartera por su participación desinteresada en la promoción de la candidatura para la Exposición Internacional de 2008.
El 22 de diciembre de 2006 la actriz Penélope Cruz inauguró los lagos que llevan su nombre.
La nota anecdótica la puso uno de los miembros del equipo del programa televisivo Caiga quien caiga que voluntariamente se tiró vestido a las frías aguas de los lagos.

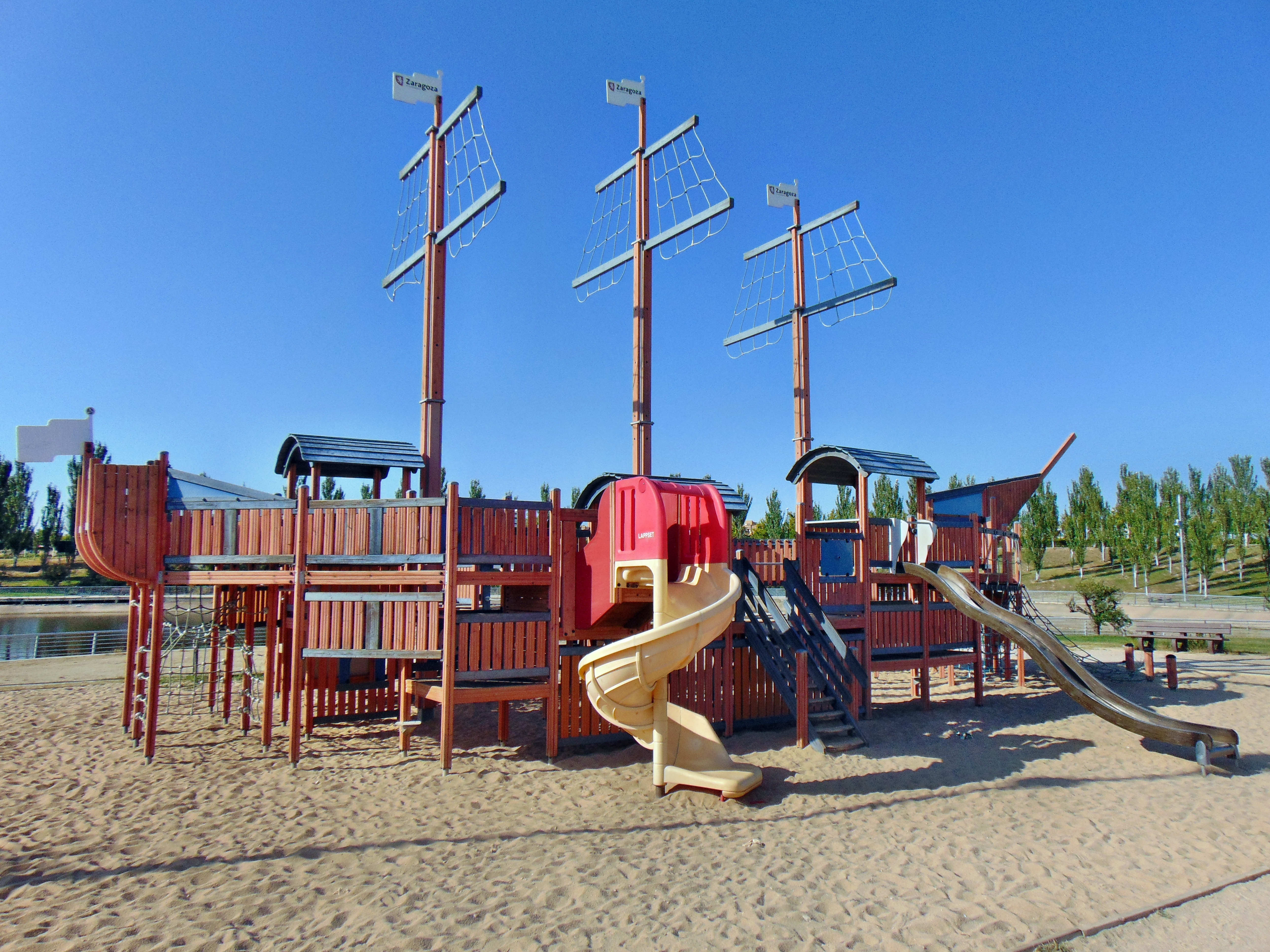
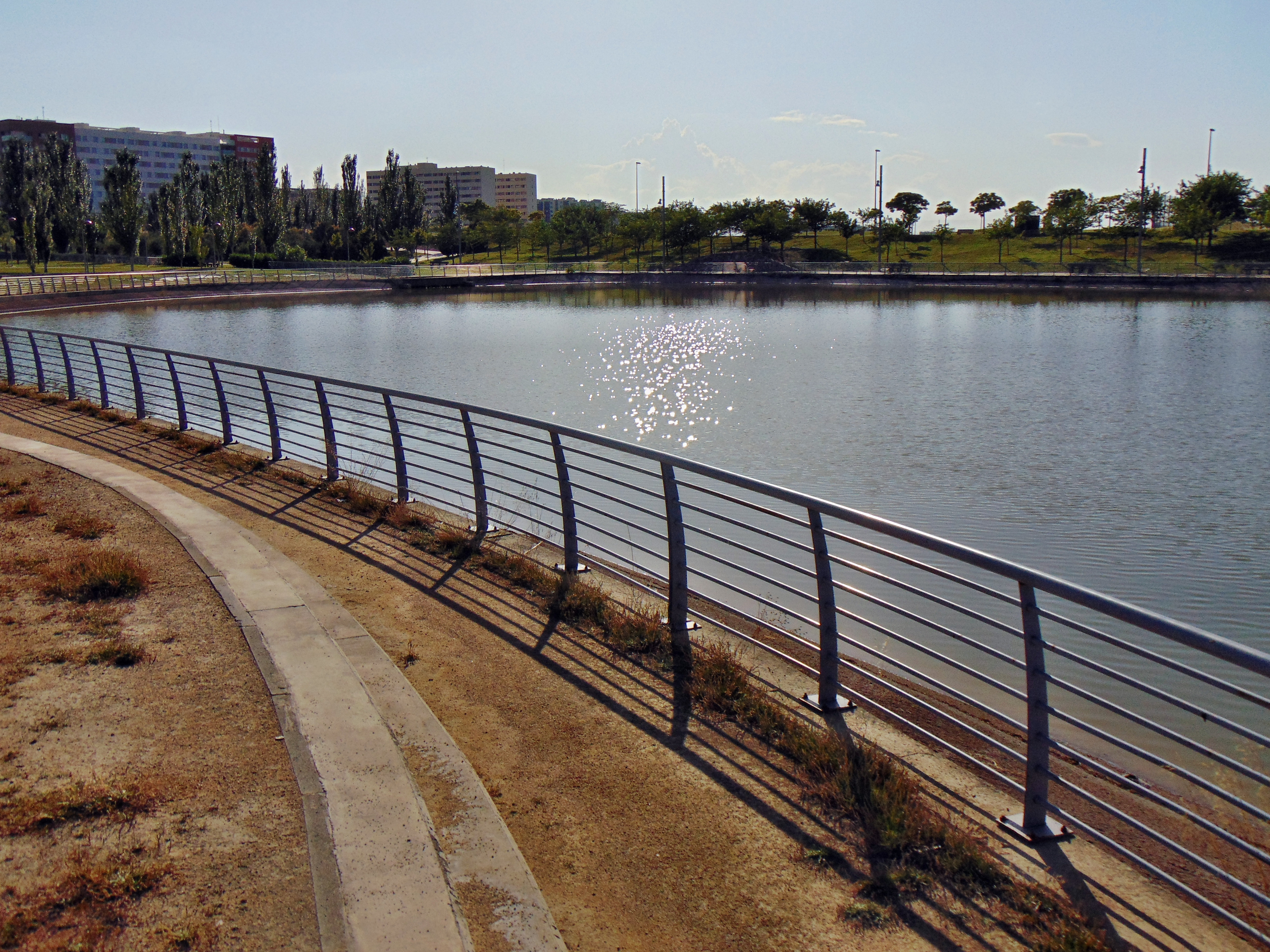
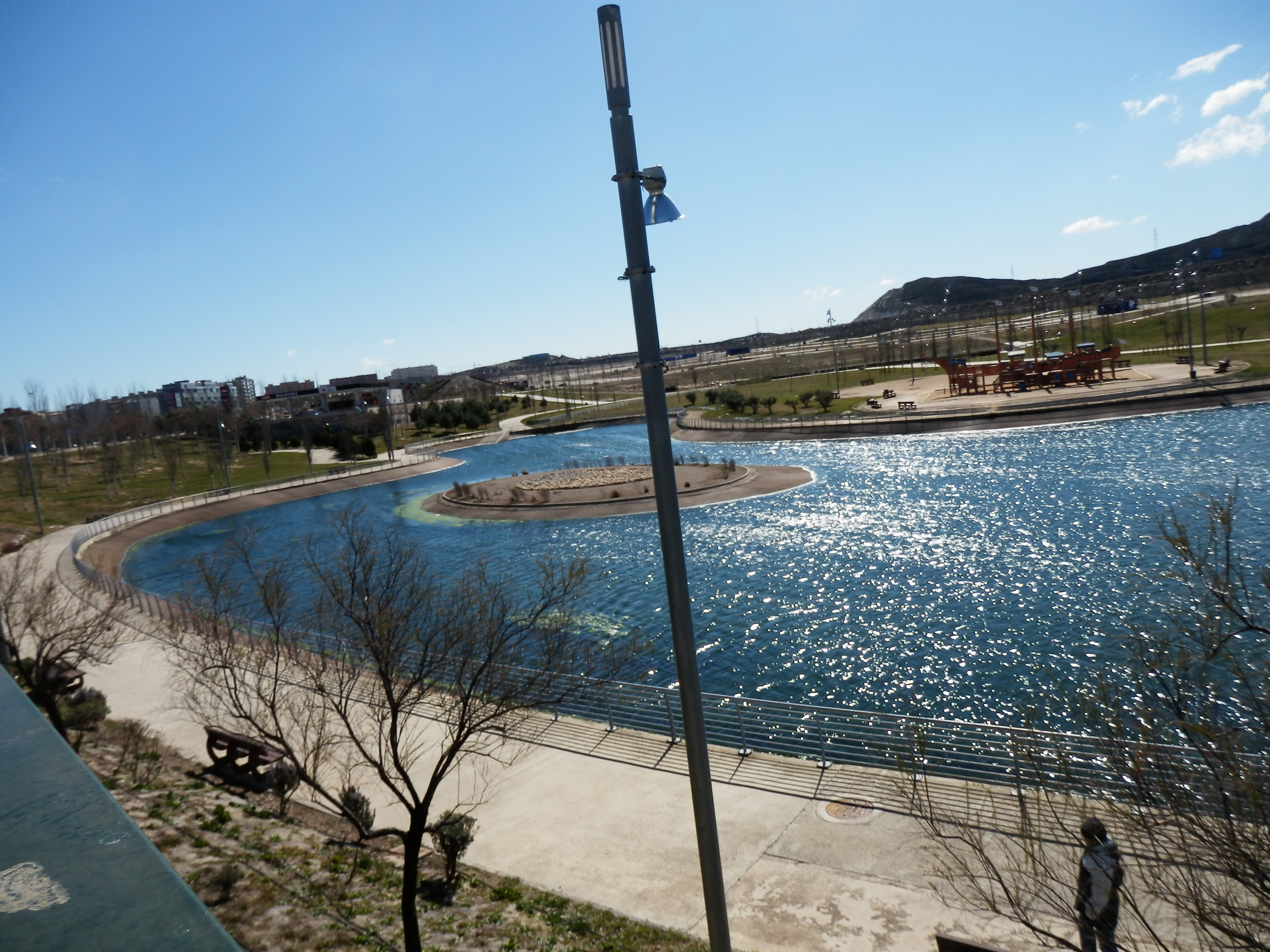
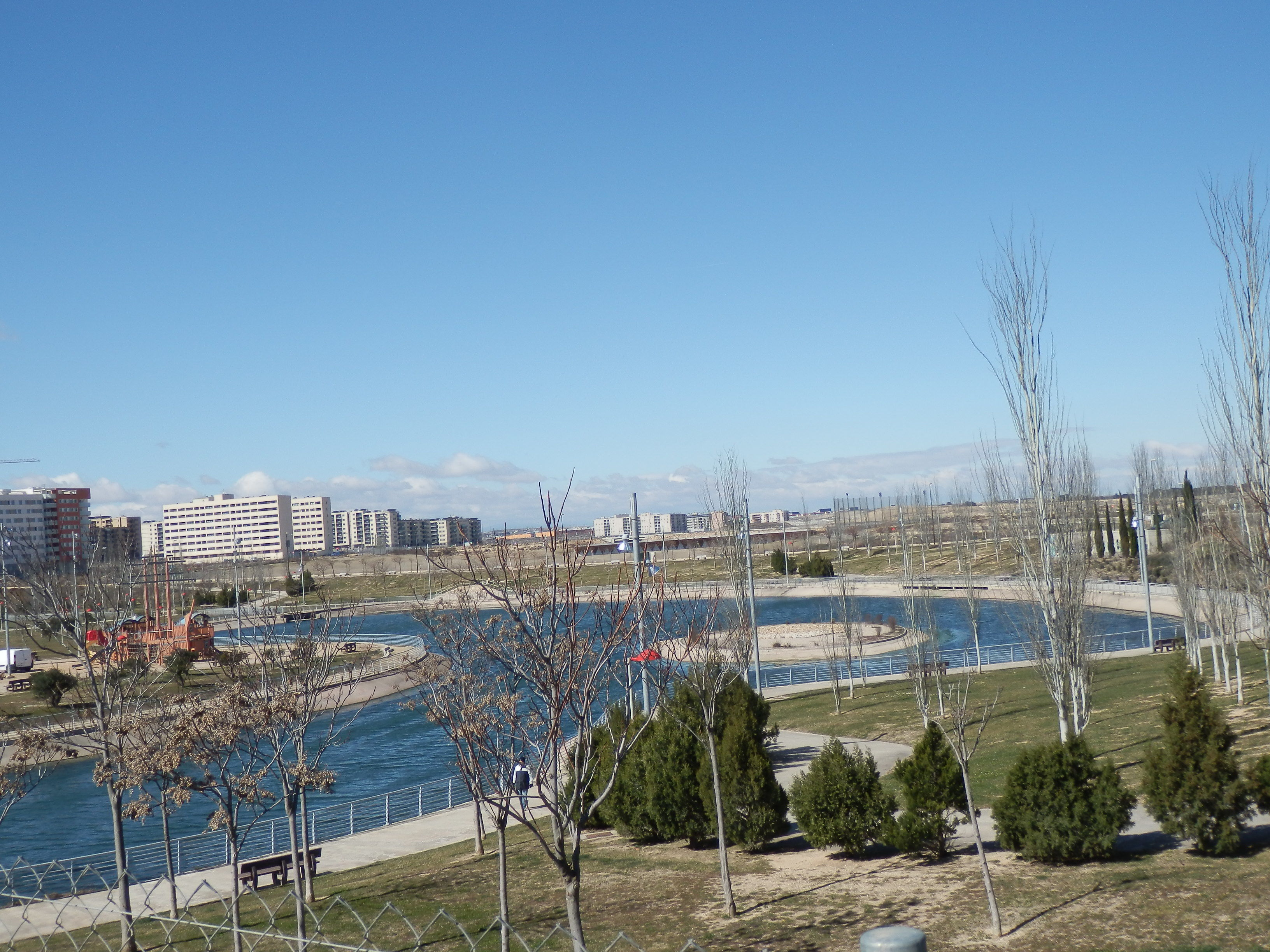

### Películas
Las calles, avenidas, plazas y parques homenajean a películas clásicas o de culto:
| - Al este del Edén - Atraco a las tres - Bámbola - Belle Epoque - Ben Hur - Calabuch - Cantando bajo la lluvia - Casablanca - Centauros del desierto - Cinema Paradiso - Ciudadano Kane - Cleopatra - Con faldas y a lo loco - Cuentos de Tokio - Desayuno con diamantes - El acorazado Potemkin - El ángel azul - El cantor de jazz - Dr. Mabuse, der Spieler-Ein Bild der Zeit - El Expreso de Shangai - El gabinete del doctor Caligari - El gatopardo - El golem - El halcón maltés - El hombre invisible - El hotel eléctrico - El jardín de Alá - El jeque blanco | - El ladrón de Bagdad - El libro de la selva - El limpiabotas - El mago de Oz - El maquinista de La General - El paciente inglés - El resplandor - El séptimo sello - El submarino amarillo - El tambor de hojalata - El tercer hombre - Espartaco - Fresas salvajes - Furtivos - Gilda - King Kong - La Atalanta - La caza - La diligencia - La edad de oro - La gran ilusión - La isla del tesoro - La linterna roja - La lista de Schindler - La noche - La prima Angélica - La quimera del oro - La reina de África - La Sabina | - La señora Miniver - La sirena del Mississippi - La ventana indiscreta - La violetera - Los olvidados - Los pájaros - Los puentes de Madison - Los siete samuráis - Luces de la ciudad - Manhattan - Mary Poppins - Mi tío - Morena Clara - Nanuk el esquimal - Río Bravo - Robin de los bosques - Salomón y la reina de Saba - Séptimo Arte - Sombrero de copa - Titanic - Todo sobre mi madre - Un americano en París - Un perro andaluz - Una noche en la ópera - Veracruz - Viaje a la Luna - Viridiana - Volver a empezar |

#### Atraco a las tres
Atraco a las tres es una película española dirigida por José María Forqué en 1962. Es una película mítica del cine español, en la que con suma maestría José María Forqué consigue sortear la censura de la época, presentando una crítica mordaz a la sociedad española del momento, sus carencias, miserias y jerarquización, envuelta en humor negro y con un desenlace dulzón e ingenuo, muy al gusto de la época.
La elección de esta película para dar nombre a una calle suscitó muchas críticas.
Manu Blasco, el portavoz del PAR tildó de estrafalaria la idea y se preguntaba qué entidad bancaria se instalaría en una calle que se llamase Atraco a las tres o El ladrón de Bagdad (hay con este título como mínimo dos películas: una de 1924 y otra de 1940).
Es una calle corta residencial semipeatonal y muy tranquila. No tiene ninguna oficina bancaria.

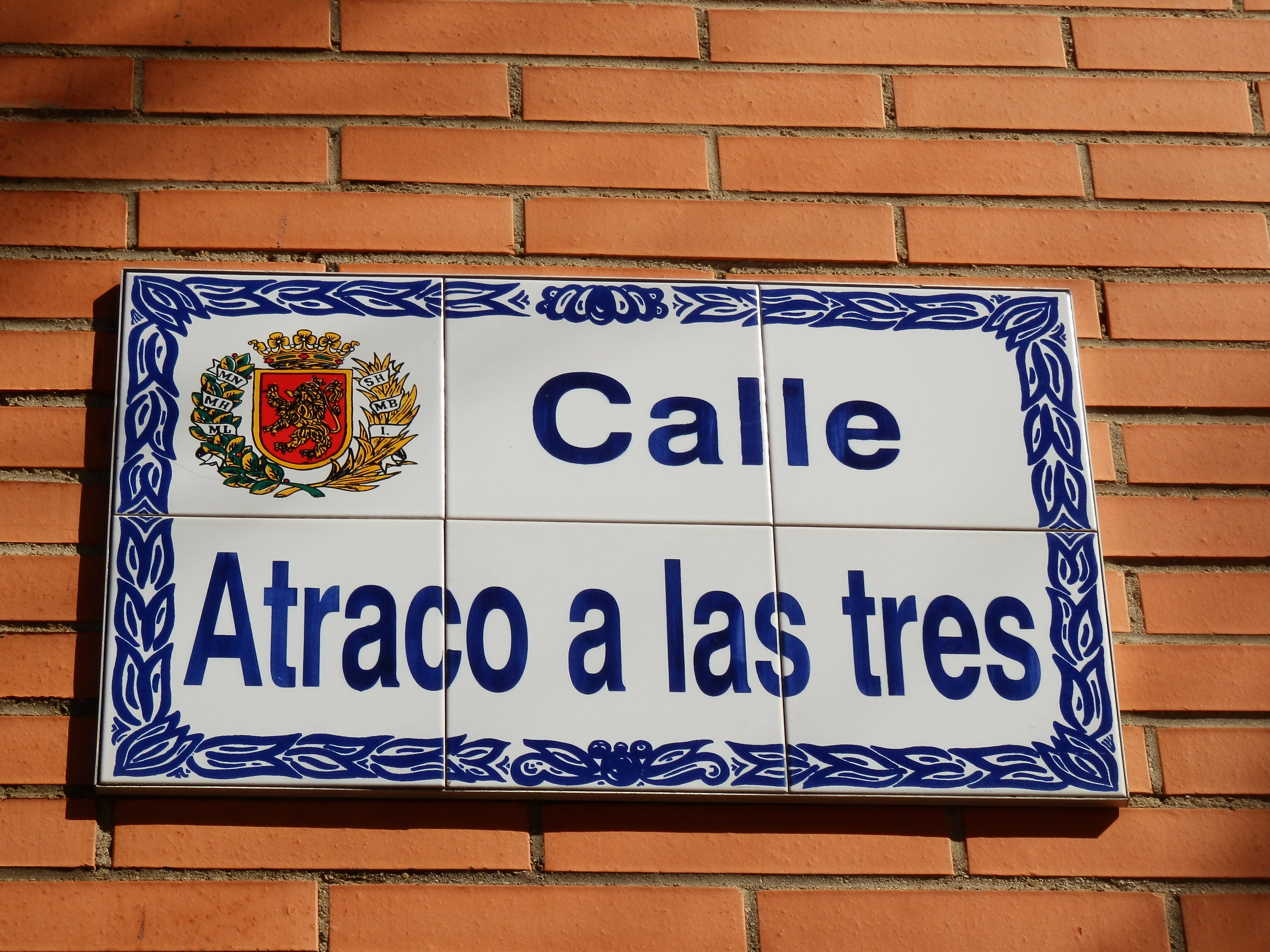
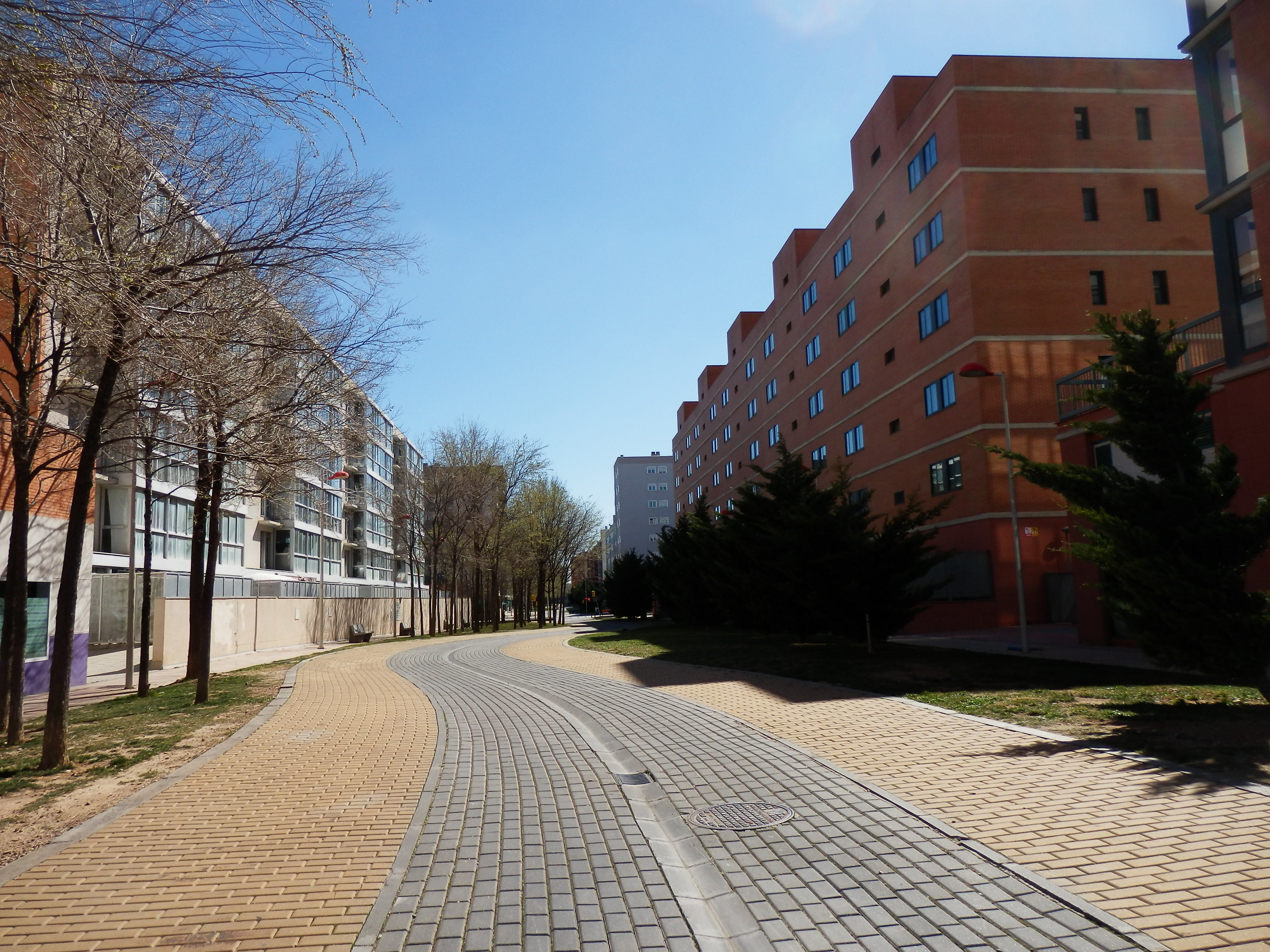
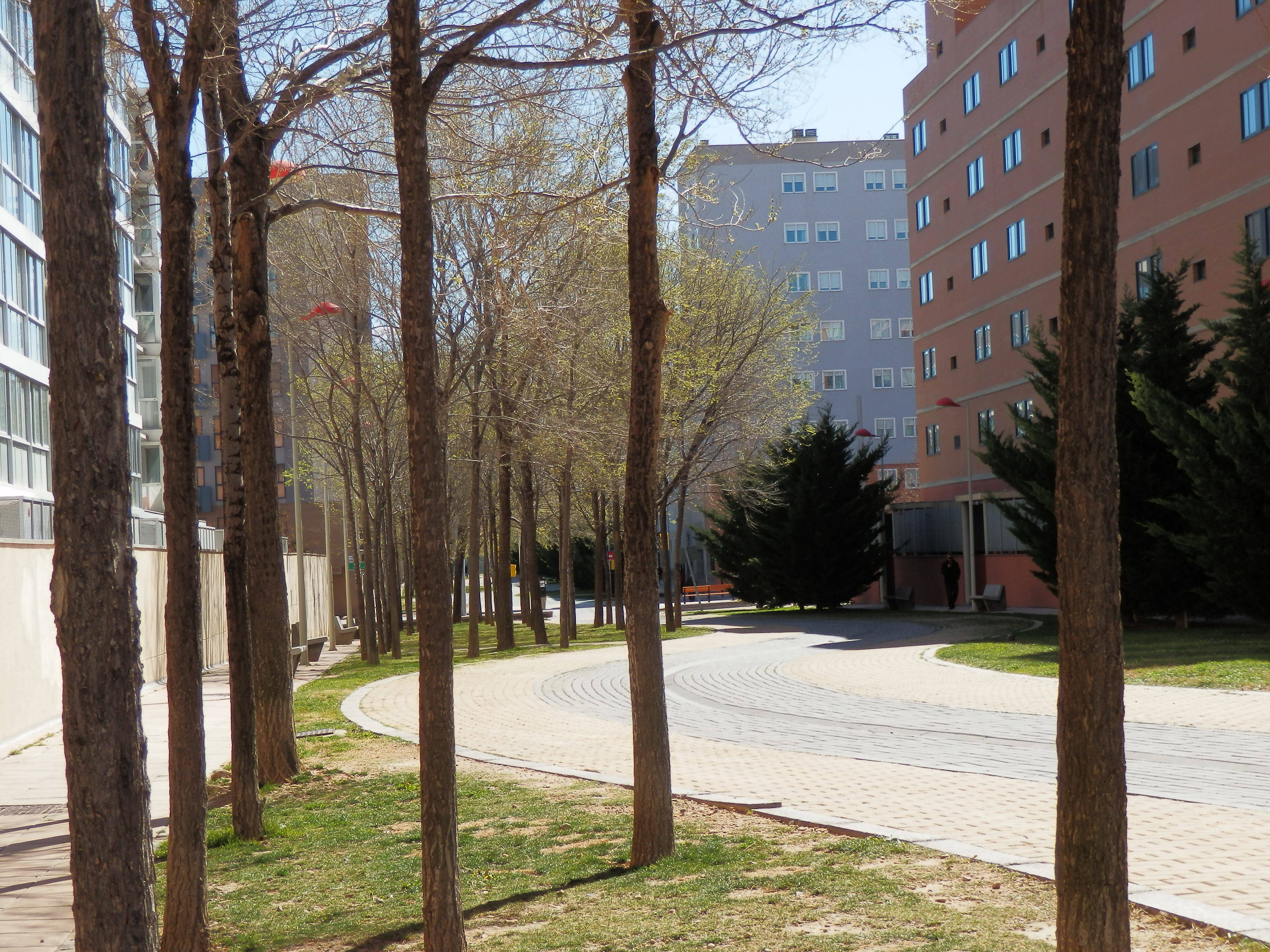

#### Los pájaros
Los pájaros (The Birds) es una película estadounidense de 1963 de los géneros de drama y terror dirigida por Alfred Hitchcock y con Tippi Hedren, Rod Taylor, Jessica Tandy, Suzanne Pleshette y Veronica Cartwright en los papeles principales. Se basó en una novela corta homónima de 1952 basada a su vez en hechos reales y escrita por Daphne du Maurier.
En Valdespartera Los pájaros tiene dedicada una calle y la escultura Birds de Isabel Queralt Solari situada en una colina junto a la calle El acorazado Potemkin.

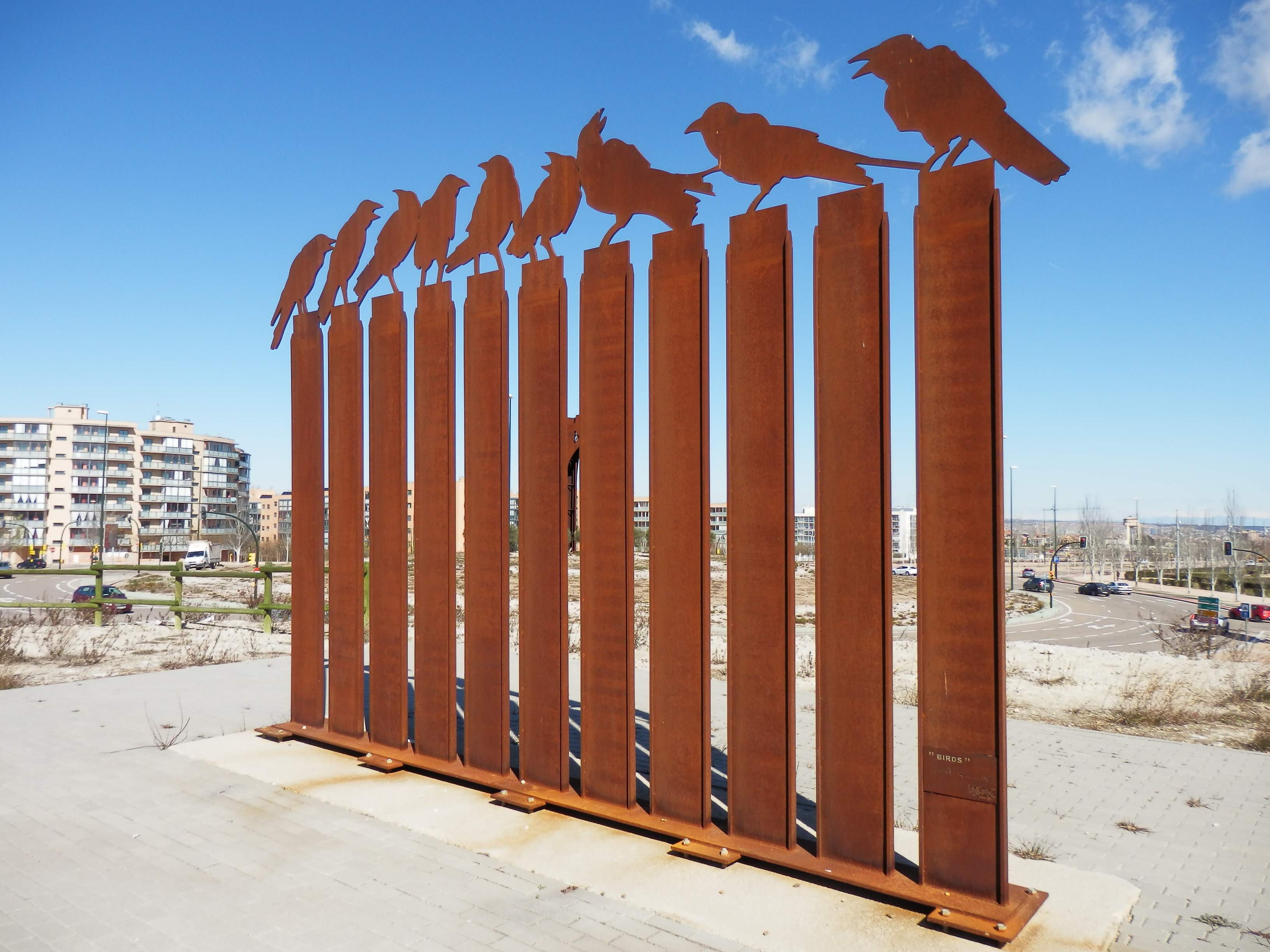

## Servicios

### Transporte público

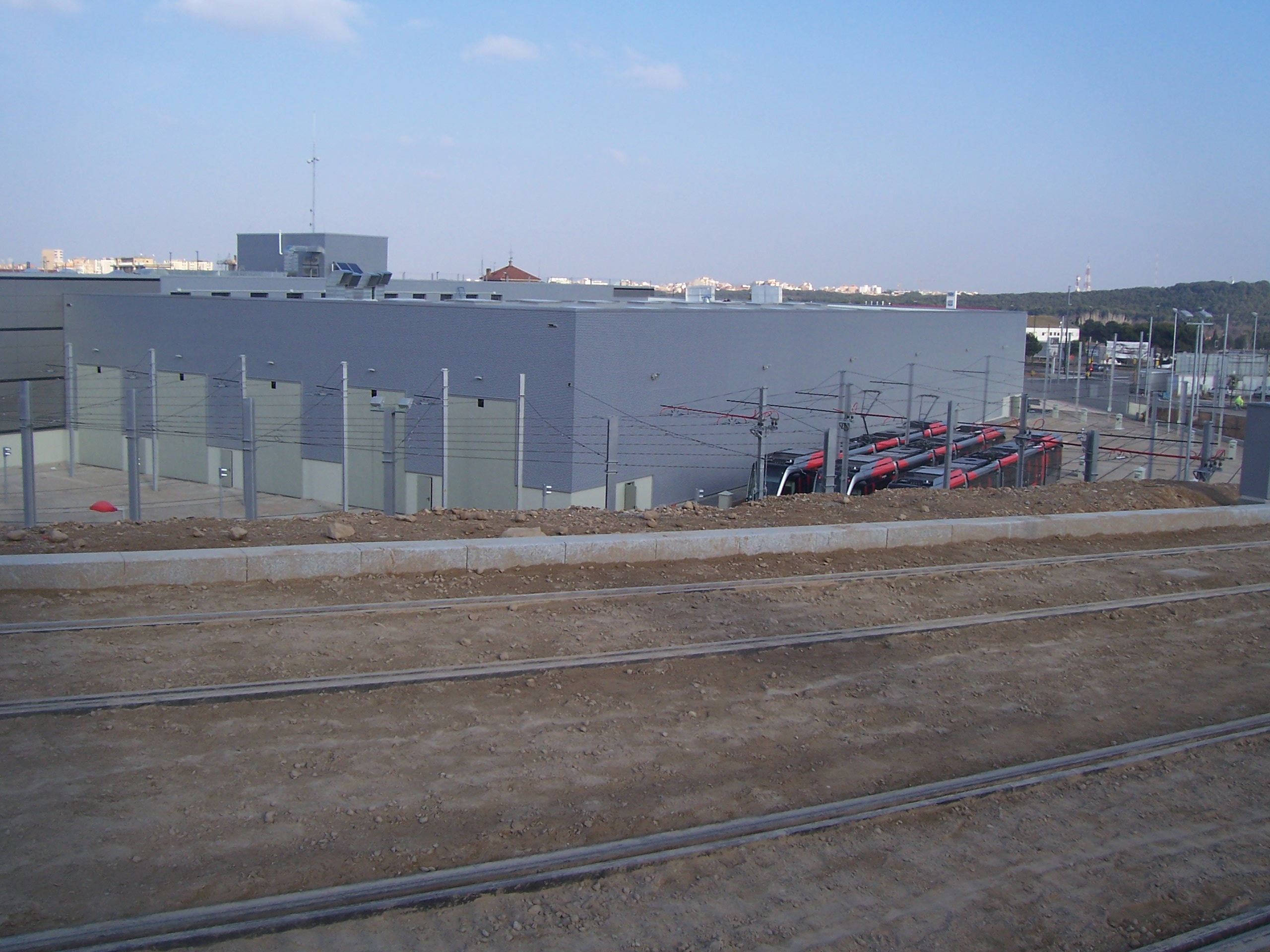
Cocheras del tranvía en Valdespartera

El 4 de abril de 2011 se inauguró parte de la línea 1 del Tranvía de Zaragoza.
Desde el 26 de marzo de 2013 la línea 1 del tranvía atraviesa el corazón de la ciudad y conecta Valdespartera con parque Goya en el norte de la ciudad. Tiene un recorrido de 12,8 km. y pasa cerca del Hospital Militar, Hospital Miguel Servet, Campus Universitario San Francisco, Paraninfo, 3 centros comerciales El Corte Inglés, el Mercado Central, el centro comercial Grancasa, el Campus Universitario Río Ebro y el hospital MAZ.
Los tranvías tienen unas cocheras en Valdespartera y otras en Parque Goya (Ronda de Boltaña).
Existen varias líneas de autobús urbano que unen partes alejadas del barrio al recorrido del tranvía.

### Centro de salud
A finales de junio de 2010 se abrió el centro de salud situado en la calle La ventana indiscreta.

### Biblioteca
El 18 de mayo de 2015 se inauguró la biblioteca municipal José Martí.

### Mercado
Situado en la calle La Quimera del Oro con el paseo Los Olvidados. Además hay varios supermercados.

### Escuelas

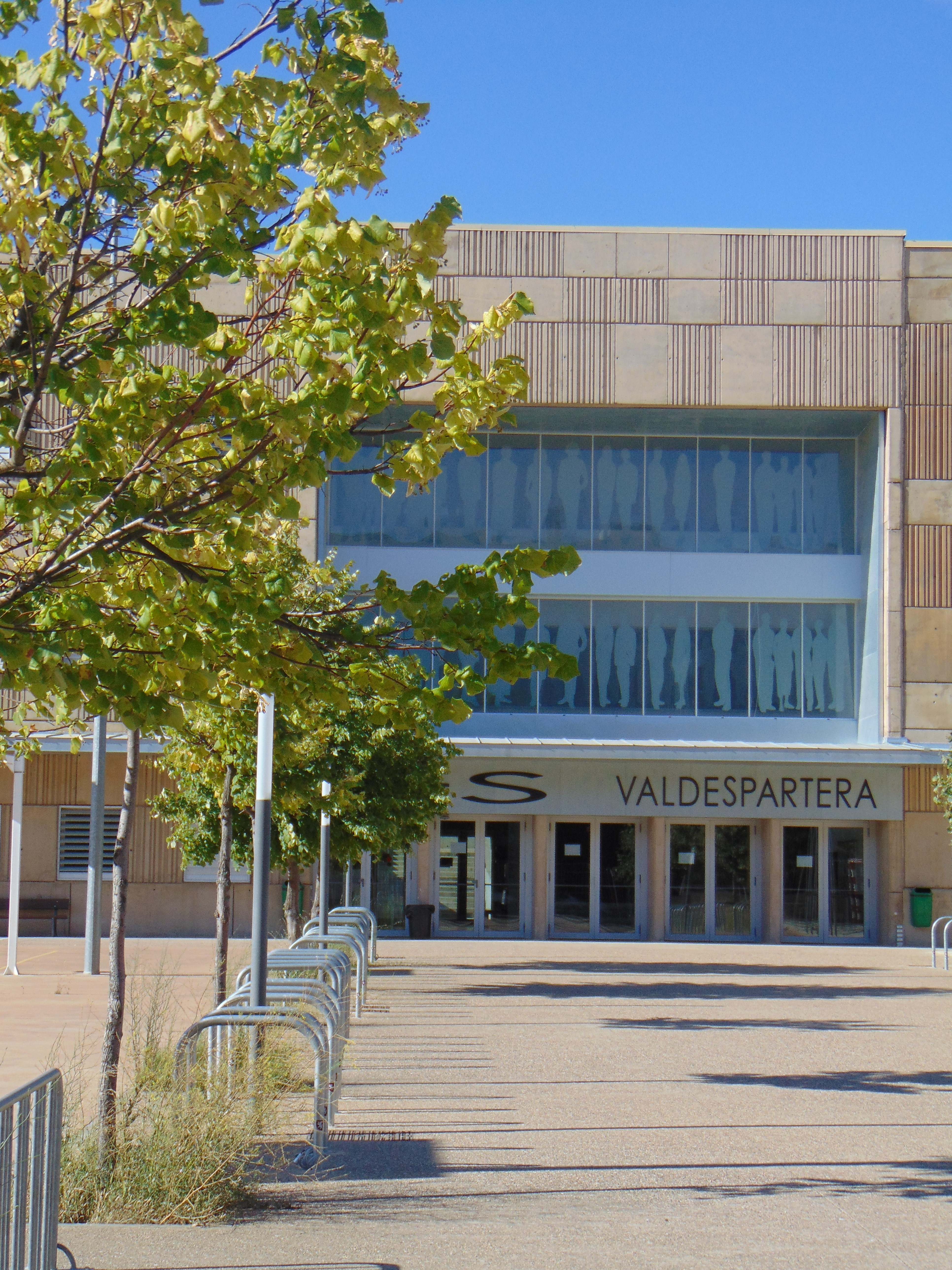
IES Valdespartera.

- CEIP Valdespartera.
- CPI San Jorge (Valdespartera 2).
- CPI Valdespartera 3
- CPI Soledad Puértolas (Valdespartera 4)
- IES Valdespartera
- Academia Hábitos de Estudio

### Hidrogenera
En 2008 se inauguró una hidrogenera situada en la calle Centauros del desierto. Durante la Expo 2008 suministró combustible a unos autobuses de hidrógeno. Después dejó de prestar servicio por no tener demanda de hidrógeno.

### Punto Limpio
Dispone de un centro de reciclaje en la calle Centauros del desierto.

### Punto de recarga para vehículos eléctricos
A finales de 2013 se puso en servicio el primer punto de recarga rápida para vehículo eléctrico en Aragón. Está situado en la gasolinera del número 11 de la avenida Casablanca y funciona con el protocolo CHAdeMO, Mennekes y Combo CCS.

### Residencia de mayores
El 9 de mayo de 2014 se inauguró la residencia de Mayores Santa Bárbara con 172 camas y 20 plazas de día. Tiene 5 700 m² y una parada de tranvía próxima.

## Galería
|                                                   |
| Puerta de la luz de Carlos Pérez Albeniz Navarro. |

|                                         |
| Buscando un encuadre de Isabel Queralt. |

|                                                |
| Macrocuartel de la Guardia Civil en el barrio. |

|                           |
| Mercado de Valdespartera. |

|                |
| CPI San Jorge. |

|                                       |
| Casa de la Juventud de Valdespartera. |

|              |
| Hidrogenera. |

|                                         |
| Punto de recarga de vehículo eléctrico. |

|                    |
| Muro Bella Natura. |

|            |
| Moby Dick. |

|          |
| Rosebud. |

|                 |
| Puerta Mudéjar. |

|                        |
| Cuatro elementos Agua. |

|                        |
| Cuatro elementos Aire. |

|                         |
| Cuatro elementos Fuego. |

|                          |
| Cuatro elementos Tierra. |

|  |
|  |

## Reconocimientos o Premios
- Diciembre de 2003. Ecociudad Valdespartera Zaragoza S.A. participa junto con el Ayuntamiento de Zaragoza, la Sociedad Municipal “Zaragoza Vivienda”, la Fundación Ecología y Desarrollo, el Centro Nacional de Energías Renovables, Endesa Energía S.A y la Universidad de Zaragoza, en la convocatoria CONCERTO, una convocatoria de proyectos de demostración y cooperación que promueve la Dirección General de Transportes y Energía (DGTREN) de la Comisión Europea dentro de los diversos Programas-Marco.
- Febrero de 2004. Tras un proceso de evaluación de 75 propuestas, la propuesta “Renewable Energy Acting In Sustainable and Novel Community Enterprises, a Concerto Coordinated Initiative” (RENAISSANCE) que promueve, entre otros objetivos, la incorporación de tecnologías renovables y eficientes en Valdespartera, es seleccionada en primer lugar.
- Junio de 2004. El Comité Hábitat de Naciones Unidas selecciona  Valdespartera como una buena práctica mundial, a incluir dentro de la Base de Datos de Naciones Unidas de Buenas Prácticas para la mejora de los Asentamientos Humanos. Este reconocimiento se renovará en el año 2006.
- Junio de 2006. España selecciona la actuación urbanística de Ecociudad Valdespartera para su presentación en el Foro Urbano Mundial que la ONU organiza en Vancouver (Canadá).
- Mayo de 2007. La Comisión de la Energía del Parlamento Europeo selecciona seis proyectos como ejemplos sobre diversas actividades con impacto energético positivo. Una de ellas, Ecociudad Valdespartera, es presentada como el mejor ejemplo de urbanismo en el área mediterránea.
- Abril de 2008. El Comité Organizador de la Exposición Universal de Shanghái 2010, compuesto por miembros de diversos organismos internacionales: PNUMA, PNUD, UNESCO, Banco Mundial, OCDE…, selecciona a Valdespartera como una de las 30 mejores prácticas mundiales a incluir en la celebración del evento, dentro de la denominada “Urban Best Practices Área”.
- Octubre de 2009. Una de las viviendas construidas por la Sociedad Municipal Zaragoza Vivienda, participante en el proyecto RENAISSANCE, resulta finalista en los Premios ENDESA a la Promoción Inmobiliaria más Sostenible, dentro del apartado “Promoción Inmobiliaria de Protección Oficial más Sostenible”. El primer premio fue para otra vivienda dentro de un programa CONCERTO.[13]